# Sigurno mjesto (2022.)
Sigurno mjesto hrvatska je obiteljska drama iz 2022. godine u kojoj je Juraj Lerotić debitirao kao scenarist i režiser. U filmu glume: Juraj Lerotić kao Bruno, Goran Marković kao Damir i Snježana Sinovčić-Šiškov kao majka.
Film je svoju svjetsku premijeru imao na 75. Locarno Film Festivalu 6. kolovoza 2022. u sklopu programa „Concorso Cineasti del presente” i osvojio tri nagrade: Juraj Lerotić za najboljeg novog redatelja u usponu, Goran Marković nagradu za najboljeg glumca te za najbolji debitantski igrani film.
„Sigurno mjesto” izabrano je od strane Hrvatskog društva filmskih djelatnika kao hrvatski kandidat za kategoriju najboljeg međunarodnog igranog filma na 95. dodjeli Oscara u rujnu 2022. Juraj Lerotić dobitnik je „Nagrade Vladimir Nazor” Republike Hrvatske za iznimna umjetnička ostvarenja u filmu. Odbor Europske filmske akademije nominirao je film za Europsku filmsku nagradu. 
Juraj Lerotić dobio je Zlatnu arenu za režiju, a Goran Marković Zlatnu arenu za najbolju glavnu mušku ulogu i Večernjakovu ružu 2022. za „glumačko ostvarenje godine”.

## Radnja
„Sigurno mjesto” prati dva brata i njihovu majku (Snježana Sinovčić-Šiškov), koja se pojavljuje u filmu tijekom sljedeća 24 sata. Tijekom tog razdoblja Bruno i majka moraju zaštititi Damira ne samo od njega samog, već i od nesuosjećajnog sustava koji se sastoji od grubih i sumnjičavih pripadnika policije te robotiziranog, ponekad čak i bahatog medicinskog osoblja. Sigurno mjesto do kojeg žele doći u svakom smislu te riječi pokazalo se prilično nedostižnim.

## Uloge
- Juraj Lerotić - Bruno
- Goran Marković - Damir
- Snježana Sinovčić-Šiškov - majka
- Neven Aljinović-Tot - djelatnik hitne pomoći
- Biljana Torić - liječnica
- Katarina Bistrović-Darvaš - policijska inspektorica
- Jasmin Mekić - kirurg

## Produkcija
Film je dobio financijsku potporu Hrvatskog audiovizualnog centra, Hrvatske radiotelevizije i Slovenskog filmskog centra. Sigurno mjesto producirala je zagrebačka producentska kuća „Pipser”, uz Miljenku Čogelju kao producenticu i „Zeleni zrak” (Saša Ban i Nevenka Sablić) kao hrvatskog koprodukcijskog partnera. Film je nastao u suradnji sa slovenskom produkcijom „December” (Vlado Bulajić i Lija Pogačnik).